# پنی بیلاگوس
پنی بیلاگوس (انگلیسی: Penny Vilagos؛ زادهٔ ۱۷ آوریل ۱۹۶۳) ورزشکار شنای موزون اهل کانادا است.
وی در مسابقات کشوری و بین‌المللی در مجموع برندهٔ ۱ مدال طلا، ۲ مدال نقره شده‌است.